# 李鍾麟
李 鍾麟（イ・ジョンニン、朝鮮語: 이종린、1921年6月29日 - 1985年6月24日）は、大韓民国の大学教授、政治家。第5代韓国国会議員。

## 経歴
咸南咸州または釜山出身。専修大学予科修了。1944年専修大学経済学部卒、その後東亜大学校法政学部経済学科卒。1948年ソウル大学校大学院法科卒。同年にUN韓国委員団外交代表を務め、その後は咸興医学専門学校講師、戦時連合大学教授、釜山工科大学教授、東亜大学校講師・同大学院政治科主任教授を務めた。1960年の第5代総選挙では民主党の候補として国会議員に当選した。
政界引退後は東国大へ移った。東国大法政大学長在任中の1985年6月24日、ソウル市恩平区の自宅で持病により死去した。享年64。

## エピソード
7ヶ国語を話せる。